# Cambon-lès-Lavaur
Cambon-lès-Lavaur is een gemeente in het Franse departement Tarn (regio Occitanie) en telt 236 inwoners (2005). De plaats maakt deel uit van het arrondissement Castres.

## Geografie
De oppervlakte van Cambon-lès-Lavaur bedraagt 12,4 km², de bevolkingsdichtheid is 19,0 inwoners per km².
De onderstaande kaart toont de ligging van Cambon-lès-Lavaur met de belangrijkste infrastructuur en aangrenzende gemeenten.

## Demografie
Onderstaande figuur toont het verloop van het inwonertal (bron: INSEE-tellingen).
1. ↑  Populations de référence 2022.